# Rudolf Klinckowström
Rudolf Mauritz Klinckowström, född 8 augusti 1816 i Sankt Nikolai församling, Stockholm, död 20 november 1902 i Hedvig Eleonora församling, Stockholms stad (folkbokförd i Ekerö församling, Stockholms län), var en svensk friherre, militär, politiker och författare. Han var ägare till godset Stafsund på Ekerö.
Hans föräldrar var friherre Axel Leonhard Klinckowström och Kristina Charlotta Österberg. I sitt giftermål 1863 med Marie Françisca Emilia de Labensky (Marie Klinckowström) hade han sonen Axel Klinckowström. Det var genom äktenskapet han fick godset Stafsund och stora ägor på Ekerö.

## Militär bana
Klinckowström erhöll sin grundutbildning på Karlberg där ha utexaminerades 1836 till Ingenjörstrupperna. 1844 blev han utnämnd till generalstabsofficer och tjänstgjorde 1849–1850 såsom stabsadjutant hos högste befälhavaren för svensk-norska ockupationskåren på Fyn. År 1851 blev han ledamot av krigsvetenskapsakademien och 1858 överstelöjtnant i armén samt utnämndes 1859 till militärattaché i Wien. 1865/1866 entledigades han på egen begäran från sina militära befattningar.

## Sveriges riksdag
1844 intog Klinckowström sin plats på riddarhuset, i vars förhandlingar han deltog under alla riksdagar utom 1859–1860 och 1862–1863. Klinckowström, som oftast räknades till riddarhusets vänstra center, motarbetade representationsreformen. 1878 inträdde Klinckowström som Älvsborgs läns representant i första kammaren och var riksdagsman till och med 1899 års riksdag. I första kammaren anslöt sig Klinckowström till det då härskande lantmannapartiets politik, han blev en förkämpe för rundliga nedprutningar i statsverkspropositionen och höll ett vaket öga på byråkratin, samtidigt som han röstade för grundskatternas avskrivning.

### Redaktörskap
- Tidskrift för svenska ingenieurer. Stockholm: Norstedt. 1850-1852. Libris 2805695
- Arkiv till upplysning om svenska krigens och krigsinrättningarnes historia : [tidskiftet 1630-1632. 1]. Stockholm: Norstedt. 1854. Libris 10796810. https://runeberg.org/arkivkir/1/
- Fersen, Axel von (1867-1872). Riksrådet och fältmarskalken m.m. grefve Fredrik Axel von Fersens historiska skrifter. Stockholm: Norstedt. Libris 84664. https://runeberg.org/favfhiskr/
- Fersen, Axel von (1877-1878). Le comte de Fersen et la cour de France : extraits des papiers du Grand Maréchal de Suède, comte Jean Axel de Fersen. Paris: Librairie de Firmin-Didot. Libris 2012885